# Manifestações golpistas no Brasil após as eleições de 2022
As manifestações golpistas no Brasil após as eleições de 2022 constituíram uma série de protestos, bloqueios em rodovias e atos terroristas que começaram logo após a finalização da eleição presidencial, em 30 de outubro. Eles foram organizados e financiados por grupos de extrema-direita formados por pessoas que não reconheceram a vitória de Luiz Inácio Lula da Silva no processo eleitoral e que pediam por um golpe militar para impedir a sua posse como Presidente do Brasil.
Os protestos tinham em comum a reivindicação de que ocorresse o que os manifestantes chamavam de "intervenção militar constitucional", um conceito jurídico inexistente que provém da interpretação errada do artigo 142 da Constituição brasileira de 1988. Apoiadores do candidato derrotado Jair Bolsonaro, especialmente caminhoneiros, montaram bloqueios de estradas em pelo menos 23 estados brasileiros e no Distrito Federal, que começaram a registrar as primeiras barreiras rodoviárias em 1.º de novembro. Militantes bolsonaristas também se aglomeraram ao redor de quartéis do Exército Brasileiro.
Os bloqueios rodoviários foram amplamente criticados por diversos setores da sociedade por terem provocado grandes perdas de alimentos, desabastecimento de produtos essenciais como alimentos, combustíveis e remédios, impedimento do direito de ir e vir, cancelamento de voos, vandalismos e violência, além de episódios de atropelamentos, agressões e mortes, bem como uma tentativa de atentado a bomba no Aeroporto de Brasília. Após as invasões e depredações das sedes dos Três Poderes ocorridas no dia 8 de janeiro de 2023, o Supremo Tribunal Federal (STF) determinou o desmonte dos acampamentos bolsonaristas em todas as capitais do país.
As redes de financiamento e logística responsáveis pela organização e propagação dos bloqueios, acampamentos e manifestações, tiveram como base empresários do agronegócio, do garimpo, de madeireiras e do setor do transporte.

## Contexto
Ao longo de sua vida, Jair Bolsonaro defendeu frequentemente a ditadura militar brasileira. Durante discussão com manifestantes em dezembro de 2008, declarou que "o erro da ditadura foi torturar e não matar", classificou-a como um "período glorioso" da história do Brasil e disse que foram "20 anos de ordem e progresso". Em 1999, como deputado federal explicou ao programa Câmera Aberta que era "favorável à tortura" e chamou a democracia de "porcaria". Também declarou que, se viesse a ser presidente do país, não havia "a menor dúvida" de que "fecharia o Congresso" e de que "daria um golpe no mesmo dia". Em entrevista dada à IstoÉ em 2000, Bolsonaro defendeu novamente a censura. Em 2008, em discussão com manifestantes, afirmou que "o erro da ditadura foi torturar e não matar." Em uma entrevista dada ao programa Custe o Que Custar (CQC), em março de 2011, ele relatou espelhar-se no governo ditatorial militar e que sentia saudades dos presidentes Médici, Geisel e Figueiredo. Jair Bolsonaro apoiou a convocação de manifestações em 15 de março de 2020, para o fechamento do Congresso Nacional e do Supremo. Razão pela qual, vários políticos e um ministro do Supremo acreditam que Bolsonaro cometeu crime de responsabilidade e crime de improbidade.

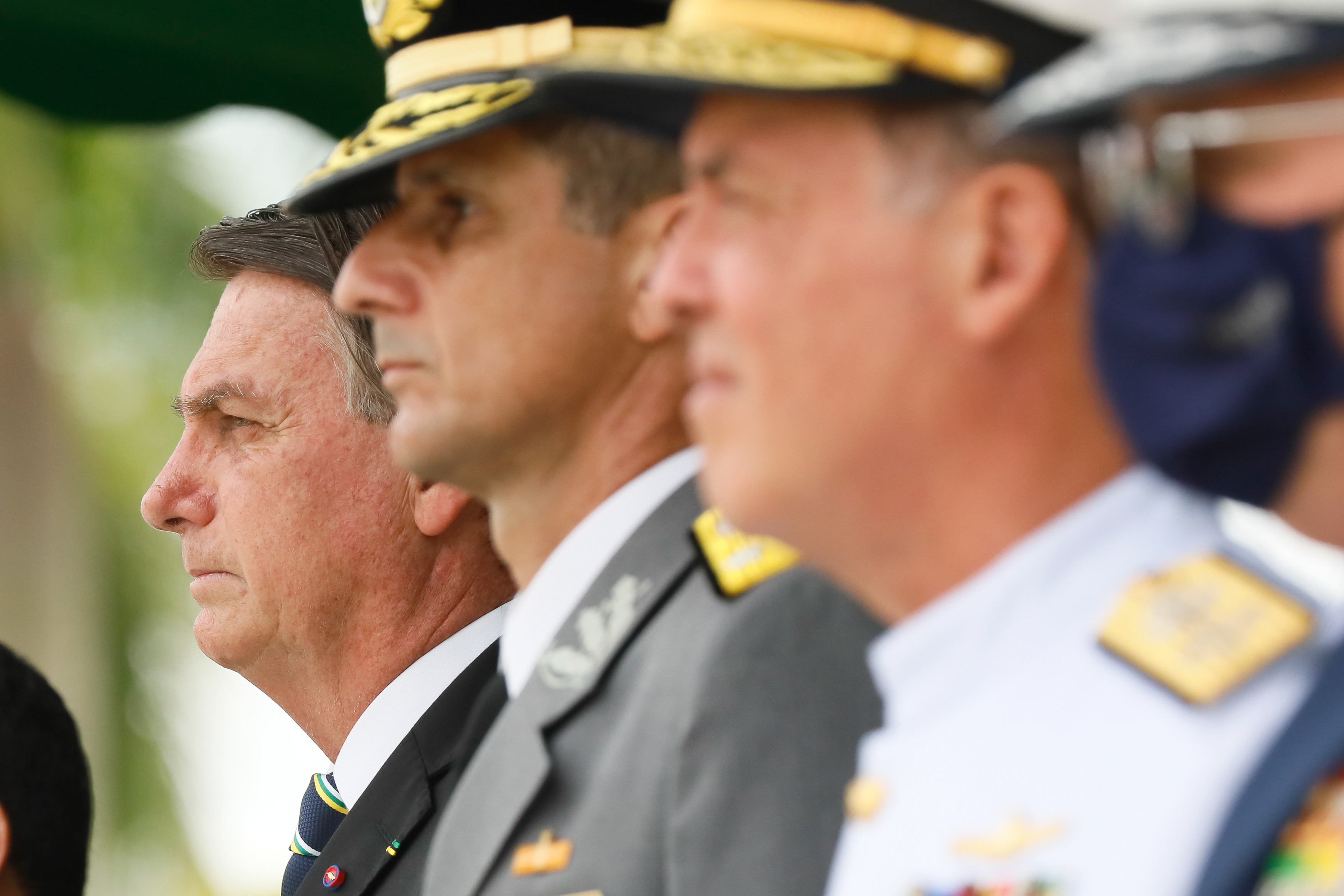
O presidente Jair Bolsonaro e autoridades militares, em dezembro de 2020

No penúltimo ano de governo de Jair Bolsonaro, deflagrou-se a crise militar no Brasil em 2021, desencadeada em março quando as mais altas autoridades militares brasileiras renunciaram como resposta às tentativas do presidente de politizar as Forças Armadas. Bolsonaro nomeara desde o início de seu governo, uma quantidade inédita de militares para funções de caráter civil, buscando apoio dos militares, inclusive para manifestações públicas favoráveis às políticas de seu governo e da defesa da decretação do Estado de Defesa, como forma de aumentar seus poderes. Em 29 de março, após ser demitido pelo presidente, o ministro da Defesa Fernando Azevedo e Silva declarou ter preservado as Forças Armadas como "instituições de Estado." No dia seguinte, os comandantes Edson Pujol (Exército), Ilques Barbosa (Marinha) e Antonio Carlos Moretti Bermudez (Aeronáutica) resignaram, em um ato inédito na Nova República. A renúncia coletiva dos comandantes buscou demonstrar a contrariedade a qualquer interferência política dos militares. No entanto, a crise gerou preocupações relacionadas à politização das Forças Armadas e à possibilidade de o presidente Bolsonaro planejar um autogolpe.
O governo Bolsonaro comemorou nos quatro anos de mandato o golpe de Estado no Brasil que ocorreu em 1964. Nas ocasiões trouxe informações falsas sobre a ditadura subsequente até com declaração de que o Golpe teria salvado e pacificado o país.
Em debate no dia 30 de setembro de 2022 entre candidatos às eleições gerais veiculada pela Rede Globo, Soraya Thronicke questionou Jair Bolsonaro se iria respeitar o resultado eleitoral ou dar um golpe de Estado. Bolsonaro não lhe respondeu a pergunta.
As eleições gerais de 2022 chamaram à atenção internacional de forma inédita, havendo um entendimento generalizado entre acadêmicos e representantes de governos em todo o mundo do risco de um golpe de Estado. Havia medo de que o país desse lugar a ações semelhantes à Invasão do Capitólio dos Estados Unidos em 2021 em janeiro do ano anterior, quando um grupo de apoiadores de Donald Trump buscou impedir a certificação da vitória de Joe Biden.

### Planejamento
Apesar de a paralisação das ruas ter começado após o resultado das eleições que declararam a derrota de Jair Bolsonaro para Lula, os bloqueios já estavam sendo planejados semanas antes. Uma mensagem de 14 de outubro que viralizou no Telegram pedia a bolsonaristas para permanecerem nas ruas caso Lula ganhasse a eleição e convocava paralisação de caminhoneiros. Durante todo o período que antecedeu o segundo turno, chamados de paralisação de caminhoneiros circularam em grupos bolsonaristas. Essas mensagens que convocavam a paralisação de caminhoneiros faziam referência a um discurso realizado por Bolsonaro em Pelotas, no Rio Grande do Sul, em 11 de outubro. Segundo os bolsonaristas, a fala do presidente para que os eleitores permanecessem na seção após a votação seria um indicativo para as paralisações. Em Pelotas, Jair Bolsonaro havia dito que:
| “ | No próximo dia 30, de verde e amarelo, vamos votar e vamos permanecer na região da seção eleitoral até a apuração dos resultados. Tenho certeza que o resultado será aquele que todos nós esperamos, até porque o outro lado não consegue reunir ninguém | ” |

Militares da reserva queriam greve de caminhoneiros antes do segundo turno, como o coronel da reserva Marcos Koury. Um vídeo, publicado no dia 16 de outubro, foi uma dentre as várias tentativas de Koury de incitar uma greve geral de caminhoneiros antes do segundo turno das eleições. A ideia era que os motoristas deveriam paralisar o Brasil para demonstrar apoio a Bolsonaro, que teria tempo de publicar uma Medida Provisória que instituiria o voto impresso. O vídeo de Koury sobre as paralisações foi compartilhado em diversos grupos bolsonaristas no Telegram e, dias depois, membros desses mesmos grupos passaram a defender os bloqueios às rodovias após as eleições. Pedidos para paralisação também foram feitos no YouTube e TikTok.
Investigações posteriores da PF apontam que membros do grupo envolvido na tentativa de golpe de Estado no Brasil em 2022–2023 teriam se envolvido na convocação dos atos. Conversas captadas pela PF demonstram o general da reserva Mario Fernandes em contato com o coronel da reserva George Hobert Oliveira Lisboa, que na época também era assessor especial no gabinete do ministro da Secretaria-Geral da Presidência da República, passando orientações de como deveria ser feito um panfleto de divulgação de um ato que ocorreria no dia 9 de novembro.

## Bloqueios rodoviários

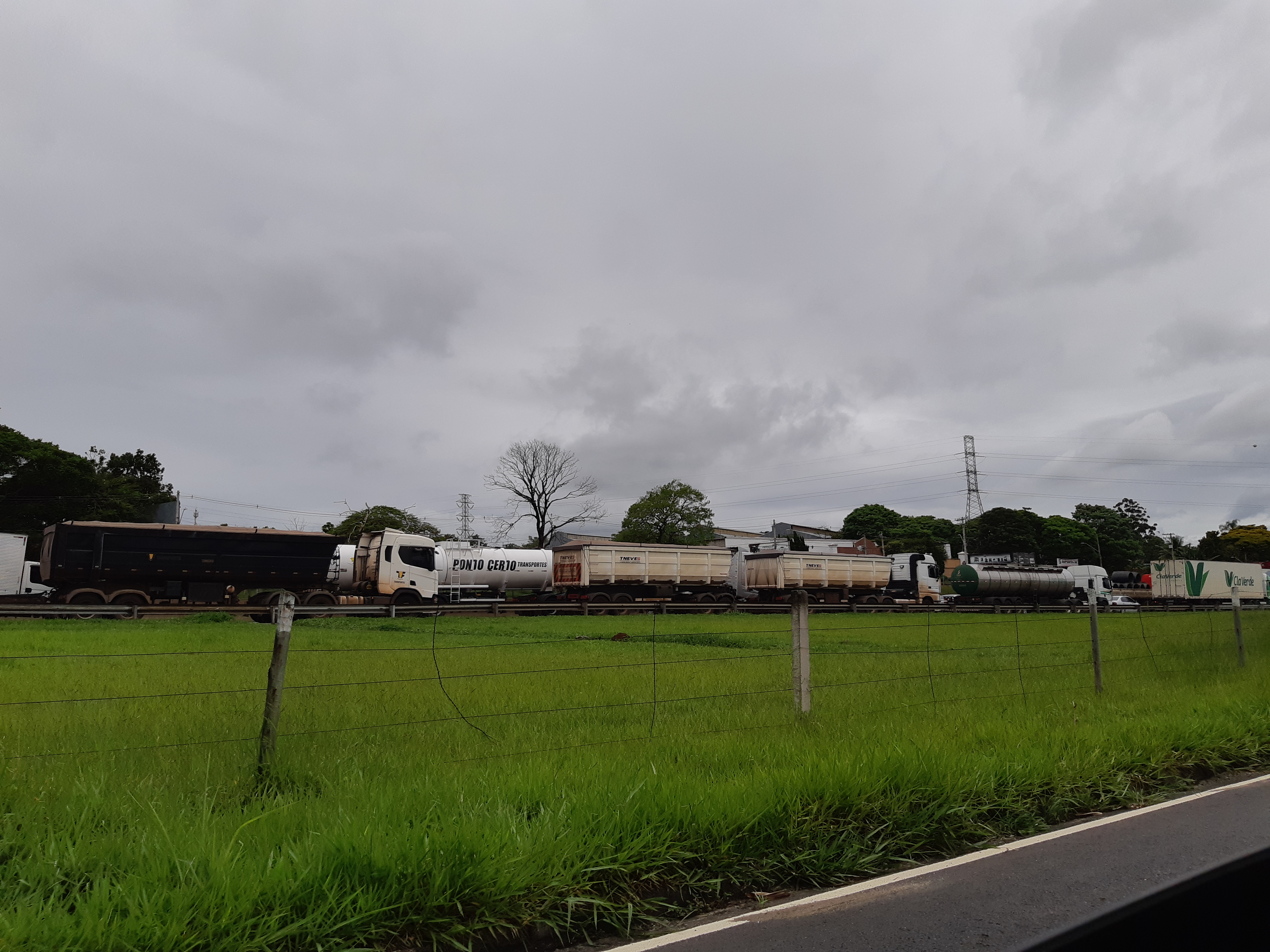
Caminhões paralisados na Rodovia Presidente Dutra (BR-116) em Taubaté, São Paulo, dois dias após o segundo turno da eleição presidencial no Brasil em 2022

Apoiadores do presidente Jair Bolsonaro, incluindo caminhoneiros, iniciaram os bloqueios em todo o país ainda na noite do dia 30 de outubro, quando o resultado das eleições foi divulgado. Até a noite do dia 31 de outubro, a PRF (Polícia Rodoviária Federal) havia registrado 321 pontos de bloqueios ou aglomerações em estradas em 25 estados e no Distrito Federal.
O estado com maior número de bloqueios foi Santa Catarina. Os protestos nas estradas perderam força no dia 3 de novembro, mas passaram a ser feitos em frente de quartéis. Em 1.º de novembro, manifestantes pró-golpe chegaram a ameaçar queimar vivos estudantes da Universidade Federal do Rio de Janeiro (UFRJ) sob a alegação de que seriam petistas.
Os bloqueios de estradas e rodovias afetaram vários setores da sociedade, como a indústria de carnes, leite, paralisação parcial da indústria frigorífica, o abastecimento de supermercados e postos de combustíveis. Diversos hospitais foram afetados. Houve preocupação geral sobre o abastecimento de oxigênio e outros insumos. Alguns hospitais tiveram que cancelar cirurgias. A fabricação de veículos no Brasil também foi afetada. Vários caminhões com commodities agrícolas não conseguem acessar Paranaguá, importante polo de exportação.
O Instituto Butantan informou que uma carga de ovos destinados a produzir vacinas contra a gripe está presa em um bloqueio próximo a Jundiaí (SP), a 47km de São Paulo. Caso a carga não chegue ao Butantan, que fica na zona oeste da capital paulista, a produção de 1,5 milhão de doses do imunizante contra a H3N2 pode ser comprometida.
Os bloqueios provocaram acidentes fatais, como em Várzea Grande, Mato Grosso, onde um motorista morreu ao colidir seu automóvel em um caminhão parado em um bloqueio na BR-364. Em Ipatinga, Minas Gerais, um motociclista morreu e uma mulher na garupa ficou ferida depois de se chocarem contra um caminhão-tanque no trecho urbano da BR-381. No momento da colisão o caminhão estava manobrando para retornar depois de ser barrado em um bloqueio. Em Mirassol, São Paulo, um motorista passou por cima de manifestantes na Rodovia Washington Luís, deixando 17 vítimas, entre elas, duas crianças.

### Invasão ao Aeroporto de Guarulhos
Na noite de 31 de outubro, às 20h00, cerca de 50 bolsonaristas fecharam as duas pistas rodovia Hélio Smidt, que dá acesso ao aeroporto internacional de Guarulhos, que gerou atrasos e cancelamentos de voos. Na madrugada do dia 1 de novembro, os manifestantes invadiram a pista de voo. Um vídeo flagrou um homem vestindo farda da PRF cortando a grade para que os bolsonaristas entrassem. No dia seguinte, os agentes da PRF liberaram a rodovia. Ao todo, 25 voos foram cancelados. Uma apuração interna da PRF confirmou que de fato alguns agentes da corporação estavam ajudando os manifestantes.

### Saudação nazista em São Miguel do Oeste
No bloqueio realizado na rodovia SC-163, em São Miguel do Oeste, Santa Catarina, os manifestantes bolsonaristas, realizaram, no dia 2 de novembro, um momento solene de celebração do Hino nacional brasileiro, durante o qual fizeram gestos semelhantes à saudação nazista. Vídeos do acontecimento foram amplamente compartilhados, e causaram inúmeras reações de espanto e condenação. O estado de Santa Catarina já registra uma grande ampliação de grupos neonazistas nos últimos anos, no mesmo município de São Miguel do Oeste foram presos membros de um grupo neonazista em uma operação realizada em outubro, esse se intitulava a 'Nova SS de SC', e possuía armas brancas, artesanais, e impressoras 3D destinadas à fabricação de armas. A atual vice-governadora do estado, e deputada federal eleita, Daniela Reinehr, é filha de Altair Reinehr, notório divulgador de ideias nazistas, que a parlamentar se recusa a condenar publicamente.
O Ministério Público Estadual de Santa Catarina iniciou uma investigação sobre o caso. Porém, já informou, em investigação preliminar, que não vê prática de crime, e que o gesto foi realizado a fim de "emanar energias positivas". Também foi enviado um ofício à Polícia Federal (PF) para investigar as ameaças que Reinehr passou a sofrer após o ato. O caso foi arquivado no dia 18 de dezembro por entender que o público estava atendendo a um pedido do orador e que a prática é “culturalmente comum na região, conforme informado pelas testemunhas, relacionado à manifestação religiosa e juramentos”.

### Bloqueios em Novo Progresso
Novo Progresso foi o município mais bolsonarista do Pará em 2022, com Jair Bolsonaro conquistando 79,60% dos votos no primeiro turno das eleições. O município também foi conhecido pelas altas taxas de desmatamento. Em 2011, parte da população entrou em conflito com o Ibama para defender Ezequiel Antônio Castanha, o maior desmatador da Floresta Amazônica de todos os tempos. No dia 1 de novembro, o Ministério Público Federal (MPF) já havia pedido que a PF investigasse e prendesse em flagrante os organizadores e participantes dos protestos no estado.
As paralisações começaram na cidade no dia 30 de outubro, dia em que foi anunciada a derrota de Jair Bolsonaro nas urnas. No dia 2 de novembro, Ruan Carlos Rodrigues Porto, subcomandante da Polícia Militar (PM) na cidade, foi afastado por se recusar a cumprir a ordem de desbloqueio. No dia 4, manifestantes derrubaram diversas árvores para bloquear o km 332 da BR-163, incluindo uma castanheira em risco de extinção com mais de cem anos e 30 m de altura. A rodovia foi liberada pela PRF no dia seguinte, e o MPF pediu para os agentes policiais e o Ibama investigar o caso. Durante a liberação, a PRF usou spray de pimenta para dispersar a população. O bloqueio havia afetado o abastecimento de combustível e a prefeitura havia cancelado as aulas e a coleta de lixo. No dia 7, o trecho voltou a ficar parcialmente interditado. No mesmo dia, a PRF tentou negociar a desobstrução do trecho, mas os manifestantes entraram em confronto com a polícia, jogando pedras e atirando nos veículos. Uma criança foi intoxicada por uma bomba de fumaça da PRF e precisou ser socorrida. Um policial ficou ferido. A Tropa de Choque participou do desbloqueio. No dia 19, a rodovia voltou a ser completamente bloqueada.
No dia 24, a PF executou a operação 163LIVRE, que realizou 10 mandados de prisão temporária e outros 11 de busca e apreensão de envolvidos nos protestos por constrangimento ilegal, dano qualificado, atentado contra a liberdade de trabalho, desobediência e desacato. Seis pessoas foram presas temporariamente e quatro se tornaram foragidas. Uma das foragidas, a bolsonarista Claudia Kummer, professora e servidora pública de 48 anos, foi apontada como organizadora dos atos. Sua defesa alegou que ela era inocente e não estava em Novo Progresso na ocasição da prisão por estar sob procedimento cirúrgico em Sinop. No dia 2 de novembro, ela havia gravado vídeo convocando as manifestações. No dia 29, os seis presos foram liberados.
No dia 8 de janeiro de 2023, após a invasão da praça dos três poderes, os manifestantes fecharam a BR-163 e atearam fogo em pneus.

### Memes

O comerciante Junior Cesar Peixoto pendurado no para-brisa de um caminhão em movimento

Imagens, gravações e aúdios das manifestações tiveram ampla repercussão nacional e internacional. Entre esses, a gravação que teve maior repercussão, tornando-se um meme amplamente compartilhado e reeditado, foi o denominada Patriota do Caminhão.
Pelo menos dois vídeos, gravados de ângulos diferentes e por pessoas diferentes, mostravam um homem com a camisa da seleção do Brasil, pendurado no parachoque de um caminhão em movimento. O fato aconteceu em Caruaru, no interior de Pernambuco. O homem, Junior César Peixoto, de 41 anos de idade, que se declara empresário, participava das manifestações golpistas contra a vitória do presidente Luiz Inácio Lula da Silva, decidiu se pendurar no parachoque de um caminhão que tentou furar o bloqueio organizado por bolsonaristas na altura do km 130 da BR-232.
O homem alega ter se agarrado ao caminhão como forma de defesa, e não para tentar impedir sua passagem. Reportagens afirmam que ele foi carregado por cerca de 6 quilômetros, e pelo menos 8 minutos, até que pediu para o motorista parar. A família de Peixoto descobriu o fato por meio dos vídeos.

## Acampamentos em instalações militares

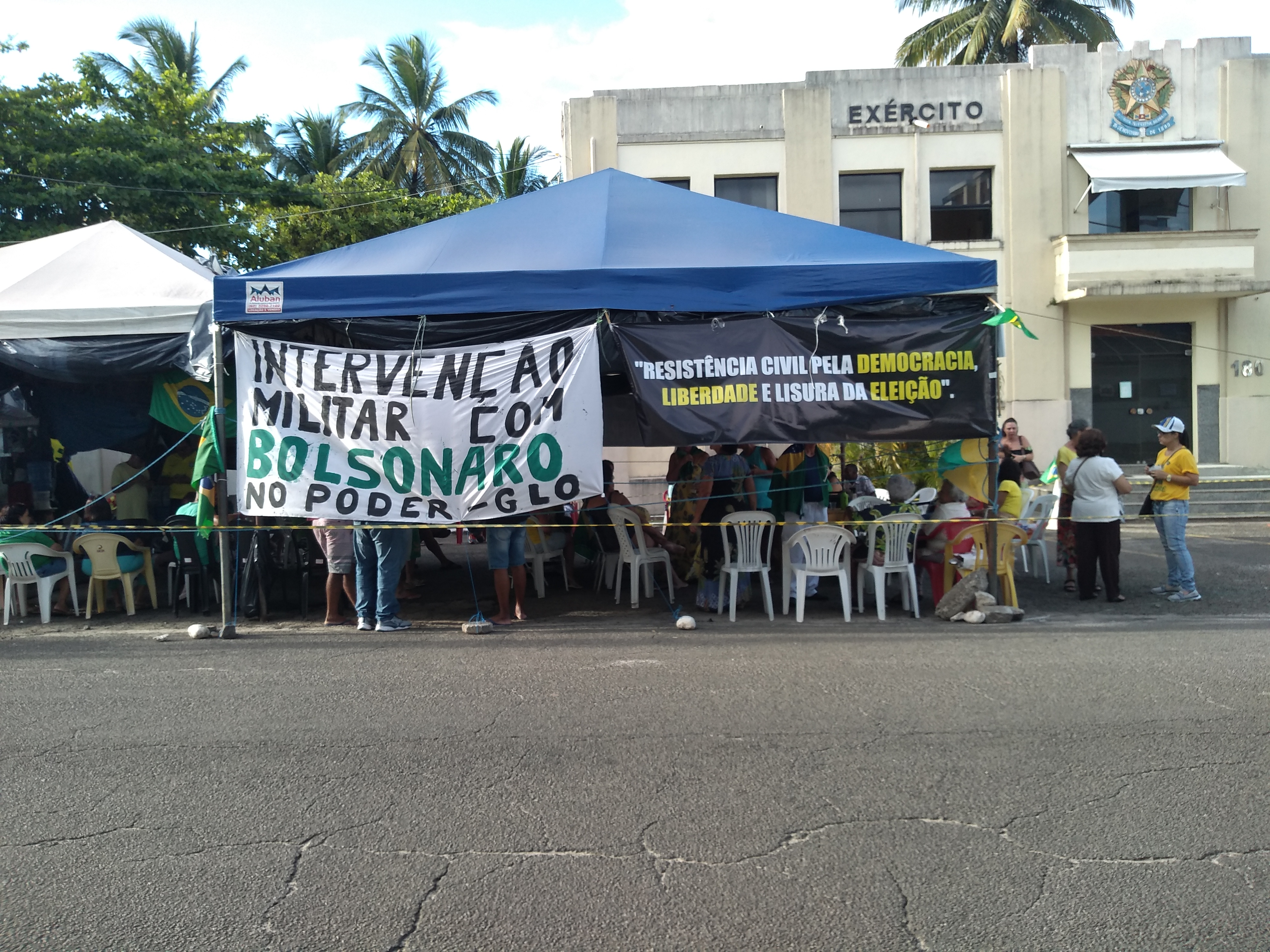
Acampamento bolsonarista em frente a um quartel do Exército Brasileiro em Ilhéus, Bahia, mostrando uma faixa pedindo "intervenção militar com Bolsonaro no poder".

Desde o resultados das eleições, apoiadores de Jair Bolsonaro ficaram concentrados nas proximidades de instalações das Forças Armadas do Brasil, como quartéis e tiros de guerra, em atos e vigílias contra a vitória de Luiz Inácio Lula da Silva. O movimento é espalhado pelo país e não tem líderes nacionais definidos. Foram registrados manifestações em instalações militares no interior de São Paulo, na cidade de São Paulo, no Rio de Janeiro, em Brasília, em Florianópolis, em Recife, entre outras cidades e regiões brasileiras. Também havia um forte cunho religioso nos protestos.
Os manifestantes acamparam para pedir por um golpe militar para impedir a posse de Luiz Inácio Lula da Silva.  Relatórios enviados pelas Polícias Militar, Civil e Federal e por Ministérios Públicos nos estados e no Distrito Federal ao Supremo Tribunal Federal (STF) indicam que políticos, policiais, sindicalistas e ruralistas incentivaram e financiaram os protestos, e que a maioria dos manifestantes era composta por idosos, com pequena presença de jovens e famílias. Apesar do teor dos protestos, foi pedido que os manifestantes usassem apalavra "intervenção" ao invés de "golpe" e que não citassem o artigo 142 da constituição.
Depois de quase um mês de vigílias, os manifestantes passaram a demonstrar cansaço e vários deles disseram nas redes sociais que perderam o emprego e a família.
Em dezembro de 2022, integrantes da Polícia Militar do Estado de Mato Grosso que comiam em acampamento montado por bolsonaristas em frente a 13ª Brigada Infantaria Motorizada do Comando Militar do Oeste, em Cuiabá, abordaram e conduziram a delegacia, sem clara acusação, os estudantes que os filmaram.

### Quartel-General do Exército
Os bolsonaristas acamparam em frente ao Quartel-General do Exército desde do dia 30 de outubro, quando Lula foi eleito. No dia 1 de novembro, foi marcada a “maior mobilização da história do Brasil” na Praça dos Três Poderes, mas apenas dez pessoas apareceram. De lá, foi anunciado que haveria uma concentração em frente do Setor Militar Urbano, onde 200 pessoas se reuniram para começar a vigília. Com o passar do tempo, o acampamento cresceu, contando com dois palanques principais, comida e banheiros químicos, e até mesmo um setor de apoio psicológico, a "terapia express". Havia a suspeita de financiamento, porém os manifestantes diziam que o dinheiro era arrecadado no próprio acampamento, e circulou um vídeo na internet onde um bolsonarista arrecadou R$ 3.670 em espécie em dez minutos. Centenas de caminhões foram ao acampamento, muitos deles ligados ao agronegócio, tráfico de drogas e contrabando.
Investigações da Polícia Federal da tentativa de golpe de Estado no Brasil em 2022–2023 apontam que, apesar de não ter atribuição direta para tal, o então ajudante de ordens Mauro Cid era consultado por integrantes das forças armadas sobre como lidar com ações do poder público contra os manifestantes que defendiam atos antidemocráticos nas proximidades de unidades militares, incluindo no QG.

### Notícias falsas e desinformação
Foram espalhadas imagens falsas ou antigas de tanques de guerra andando pelas ruas. Bolsonaristas protestando na frente do Comando Militar do Leste (RJ) comemoraram chorando a notícia falsa onde teria sido decretado a intervenção federal na Presidência e Alexandre de Moraes teria sido preso em flagrante por fraude nas urnas eletrônicas.
Viralizou no Twitter a falsa informação de que Lady Gaga seria, na verdade, a "primeira-ministra" do Tribunal Penal Internacional, localizado em Haia. O embuste era acompanhado de uma montagem em que a cantora parecia participar de uma videoconferência com Jair Bolsonaro e afirmava que Stefani Germanotta, seu nome real estaria analisando uma fraude eleitoral no Brasil. O Tribunal Penal Internacional não tem esse posto e Gaga não é uma agente dele. Outra informação falsa é uma suposta morte de Luiz Inácio Lula da Silva. Outra diz que Carla Zambelli foi aos Estados Unidos por ter sido ameaçada ou ainda para provar que as urnas foram fraudadas.
Em entrevista para o Quotidien, programa francês que mistura humor e jornalismo, um bolsonarista afirmou que Emmanuel Macron era comunista. O apresentador afirmou que "eles são muito mal informados", e a fala virou motivo de riso.
Em novembro, Ana Paula Melo, uma das organizadoras do acampamento em frente ao QG do Exército, publicou uma fake news onde o suposto Ministro de Relações Exteriores dos Emirados Árabes Unidos, Jallim Habbei, não reconheceria a vitória de Lula nas urnas. A postagem foi comemorada por outros bolsonaristas nos comentários, apesar de alguns terem percebido que se tratava de uma piada.
No dia em que o Pastor Serere Xavante foi preso, circulou um vídeo de supostos indígenas passando por carros com a legenda “Indígenas Rumo a Brasília em busca do cacique Serere”, com a música Tropa de Elite ao fundo. O vídeo é real, porém no original se tratava de um ritual de indígenas da etnia Enawenê-nawê, que não apoiam políticos.

## Ataques em Brasília

### Tentativa de invasão da sede da PF
Por volta das 19h30min do dia 12 de dezembro de 2022, exatamente quatro horas após a diplomação de Lula (PT) e Geraldo Alckmin (PSB) como presidente e vice-presidente da República eleitos, respectivamente, um grupo de manifestantes tentou invadir a sede da Polícia Federal em Brasília, pedindo a liberação do cacique José Acácio Tserere Xavante, uma das figuras frequentes em protestos antidemocráticos, que teve a prisão expedida pelo ministro Alexandre de Moraes, um dos alvos das manifestações golpistas. Tserere foi acusado de ser um dos mandantes da invasão na área de embarque do Aeroporto Internacional de Brasília, realizado dez dias antes.

"Um deles virou e falou: 'Sai da frente se não a gente vai matar' e eu corri. No que eu corri, falaram: 'Não corre, não', e três homens vieram atrás de mim. Nesse momento, não tinha bombas de efeito moral ou gás lacrimogênio. Eles estavam quebrando os carros por quebrar. Não tinha adesivo no carro ou manifestação política"

— Publicitário Jonathas Gomes a narrar a violência sofrida por parte de vândalos bolsonaristas
Durante os atos, veículos como ônibus e automóveis foram incendiados e destruídos ao entorno da área nobre da capital federal, causando prejuízos para seus proprietários e transtornos para quem passava pelo local, houve também confrontos entre a Polícia Militar e os manifestantes radicais. Entre as pessoas que sofreram danos materiais, estão o publicitário Jonathas Gomes, que foi ameaçado e teve seu carro deteriorado, e a maquiadora Gabriela Braga, a qual teve seu carro totalmente queimado. Um posto de gasolina foi invadido por integrantes da manifestação, que saquearam gás de cozinha, e a 5.ª Delegacia de Polícia na Área Norte teve a porta depredada e uma viatura danificada. As palavras Brasília, terroristas e Bolsonaro tomaram as redes sociais com imagens e vídeos dos confrontos, rendendo mais de 227,3 mil e 179,2 mil menções.
Após a tentativa de invasão, a Diretoria da PF empregou agentes do Comando de Operações Táticas determinando sua mobilização. Uma equipe do COT levantou os escudos e dispersou os manifestantes com bomba de efeito moral e balas de borracha, outra unidade do COT protegia o hotel do recém presidente eleito, Lula da Silva.
Com os protestos, o Cacique Tserere pediu para que manifestantes parassem com os atos através de um vídeo que circulava nas redes sociais. Um helicóptero da Coordenação de Aviação Operacional chegou a pousar no mesmo hotel em que Lula estava hospedado, mas a assessoria do presidente eleito, assim como o Partido dos Trabalhadores (PT), negaram que ele deixaria o local mesmo com os atos ocorrendo nas proximidades.
A Secretaria de Segurança Pública do DF afirmou que precisou restringir o trânsito na Esplanada dos Ministérios, na Praça dos Três Poderes e em outras vias da região central. O secretário de Segurança, Júlio Danilo Souza Ferreira, afirmou que os participantes dos atos de vandalismo serão responsabilizados: "A partir de agora, temos imagens, filmagens, temos como identificar". No entanto, não houve prisões até o início dos protestos. O governador Ibaneis Rocha (MDB) determinou que as forças de segurança prendam quem estiver presente nos atos. O senador eleito e futuro Ministro de Justiça e Segurança Pública, Flávio Dino (PSB-MA), disse que "todos que infringirem a lei serão responsabilizados". De acordo com o Corpo de Bombeiros do Distrito Federal, três carros e cinco ônibus foram incendiados.
Um dia após os ataques, alguns Bolsonaristas chegaram a acusar, sem provas, integrantes de movimentos de esquerda de se infiltrarem nos atos de vandalismo pelas redes sociais. Tal tese chegou a ser endossada por alguns apoiadores do governo atual, entre eles o Ministro da Casa Civil, Ciro Nogueira (PP-PI), que afirmou que pessoas ligadas ao movimento Black Blocs teriam realizado as manifestações. Durante a exibição do programa Os Pingos nos Is, exibido pela TV Jovem Pan News, em pool com a Rádio Jovem Pan, os apresentadores Fernão Lara Mesquita, José Maria Trindade e Paulo Figueiredo Filho chegaram a discutir e sugerir a mesma tese de infiltração por membros da extrema-direita. Porém, antes mesmo desses ataques se sucederem, integrantes dessas manifestações já compartilhavam premeditadamente advertências para uma suposta "armadilha da esquerda", a qual levaria os manifestantes a invadir prédios públicos e causar confusão.
O líder do PT na câmara, deputado federal Reginaldo Lopes (PT-MG), chegou a afirmar que o então Presidente da República, Jair Bolsonaro (PL), teria dado sinal verde para que os atos se espalhassem em outras cidades, uma vez que o próprio não chegou a se pronunciar sobre. Políticos ligados ao atual governo, bem como os da próxima gestão, jornalistas e famosos lamentaram os atos do dia 12.

### Tentativa de atentado a bomba
Na manhã do dia 24 de dezembro de 2022, a Polícia Militar do Distrito Federal desativou um explosivo colocado em um caminhão de querosene, nas proximidades do Aeroporto Internacional de Brasília. A Polícia Civil do Distrito Federal apurou que se tratava de uma emulsão explosiva, espécie de bomba utilizada em garimpo, além de que o caminhão-tanque iria entrar no aeroporto e que houve tentativa de explodir o artefato.
Na noite da mesma data, a Polícia Civil prendeu o empresário bolsonarista George Washington de Oliveira Sousa, 54 anos. O suspeito confessou que pretendia distribuir armas e munições para os apoiadores do presidente Jair Bolsonaro acampados em frente ao Quartel-General do Exército, bem como que tinha a intenção de cometer o crime no aeroporto com o objetivo de chamar atenção para os movimentos a favor de Bolsonaro. A polícia também apreendeu diversos armamentos, incluindo duas espingardas, um fuzil, dois revólveres, três pistolas, centenas de munições e outras cinco emulsões explosivas.
O ato foi classificado como terrorismo pelo presidente do Senado e do Congresso, Rodrigo Pacheco, e pelo senador eleito Flávio Dino, designado como ministro da Justiça e Segurança Pública do novo governo.
Dino afirmou ainda que os acampamentos bolsonaristas se tornaram "incubadoras de terroristas".
Em janeiro de 2023, o Tribunal de Justiça do Distrito Federal e dos Territórios (TJ-DFT) aceitou a denúncia apresentada pelo Ministério Público do Distrito Federal e dos Territórios (MP-DFT) contra George Washington de Oliveira, além de Alan Diego dos Santos e Wellington Macedo de Souza, tornando-os réus  pela tentativa de explosão.
George Washington foi condenado à pena de nove anos e quatro meses de prisão, Alan Santos recebeu pena de cinco anos e quatro meses, e Wellington Macedo, que se encontra foragido, foi condenado a 6 anos de prisão.

### Ataques às sedes dos Três Poderes do Brasil
Os ataques de 8 de janeiro de 2023 ou atos golpistas de 8 de janeiro de 2023, também chamados de Intentona Bolsonarista ou simplesmente de 8 de Janeiro, foram uma série de vandalismos, invasões e depredações do patrimônio público em Brasília cometidos por uma multidão de bolsonaristas extremistas que invadiu edifícios do governo federal com o objetivo de instigar um golpe militar contra o governo eleito de Luiz Inácio Lula da Silva para restabelecer Jair Bolsonaro como presidente do Brasil.
Por volta das 13 horas, no horário de Brasília, cerca de 4 mil bolsonaristas radicais saíram do Quartel-General do Exército e marcharam em direção à Praça dos Três Poderes, entrando em conflito com a Polícia Militar do Distrito Federal (PMDF) na Esplanada dos Ministérios. Antes das 15 horas, a multidão rompeu a barreira de segurança estabelecida por forças da ordem e ocupou a rampa e a laje de cobertura do Palácio do Congresso Nacional, enquanto parte do grupo conseguiu invadir e vandalizar o Congresso, o Palácio do Planalto e o Palácio do Supremo Tribunal Federal. Lula e Bolsonaro não estavam em Brasília no momento das invasões. O Supremo Tribunal Federal (STF) considerou que os acontecimentos foram atos de terrorismo.
Cerca de 400 pessoas foram detidas no dia das invasões e outras 1,2 mil foram detidas no acampamento de manifestantes em frente ao QG do Exército no dia seguinte às depredações. Até março de 2023, 2 182 pessoas haviam sido presas por participarem ou terem envolvimento nos ataques. Logo após os eventos, o governador Ibaneis Rocha exonerou o secretário de segurança pública do Distrito Federal e ex-ministro da Justiça do governo Bolsonaro, Anderson Torres, que estava em Orlando, nos Estados Unidos, no dia das invasões. Após os ataques, o presidente Lula assinou um decreto autorizando uma intervenção federal no Distrito Federal, que durou até o dia 31 de janeiro. Posteriormente, o ministro do STF, Alexandre de Moraes, determinou o afastamento de Ibaneis pelo prazo inicial de 90 dias, decisão revogada em 15 de março.

## Financiamento
Demandas para uma investigação sobre possíveis financiamentos dos bloqueios e manifestações tem crescido, principalmente devido a circulação de vídeos de barracas organizadas, servindo bebidas e alimentos, inclusive churrascos. O Ministério Público Federal, que tem investigado a organização dos bloqueios, informou que desconfia de um financiamento oculto possibilitando, ou mesmo exigindo, a paralisação de caminhoneiros envolvidos nas manifestações. O Procurador-geral da Justiça de São Paulo também afirmou as suspeitas de financiamento por parte de empresários, adicionando que já existem suspeitos e provas.
Empresários de diversos estados financiaram o envio de caminhões para Brasília para reforçar os protestos solicitando um golpe de Estado em frente ao quartel-general do exército na capital do país. Mais de 70 caminhões com a bandeira do Brasil chegaram nos dias 6 e 7 de novembro. Empresários do município de Água Boa, no Mato Grosso, organizaram uma ação conjunta enviando 23 caminhões. Doze caminhões exibiam o nome da Agritex, revendedora de maquinários, peças e equipamentos agrícolas. Outros sete veículos exibiam a logo do Grupo Comelli, de Rio Verde, em Goiás, uma empresa especializada em processamento de biomassa. Ao todo, as placas dos veículos são de menos quatro estados: Mato Grosso, Goiás, Bahia e Santa Catarina.  Nos bloqueios feitos no Mato Grosso, seis caminhões foram fichados pela PRF por estarem envolvidos com contrabando e tráfico de drogas, como pertencentes à empresa Sipal e três da Bedin, com um estando no nome de Evandro Bedin. Depois que os bloqueios foram desarticulados, vários desses caminhões seguiram para Brasília. Os proprietários foram multados em R$ 100 mil por Moraes.
No dia 30 de outubro, o MPF denunciou dois empresários e outra pessoa acusadas de financiar os atos no Mato Grosso do Sul. No dia 3 de novembro, a Polícia Militar de Alagoas entregou relatório ao STF identificando grupos de Whatsapp e Telegram e as lideranças envolvidas nos atos do estado. A PM concluiu que as lideranças não são centralizadas. Destaca-se a liderança de Kayo Gustavo Fragoso Carneiro da Cunha, candidato a deputado federal nas eleições gerais de 2022. No dia 8 de novembro, os Ministérios Públicos de São Paulo, Santa Catarina e Espírito Santo também fizeram denúncias ao TSE sobre o financiamento parte de empresários, ônibus de prefeituras que transportaram os manifestantes e financiamento por Pix. No Espírito Santo, os empresários venderam seus produtos nos protestos. Em Santa Catarina, houve a participação de políticos, incluindo um vereador. No mesmo dia, a Polícia Civil do Pará encaminhou relatório denunciando um vereador e vários ex-vereadores, um procurador municipal, um assessor de deputado federal e inúmeros empresários na organização e financiamento dos protestos. Entre eles, estão Aurélio Ramos de Oliveira Neto, Sandro Nascimento Ferreira Branco e Éder Mauro.
No dia 12 de novembro, o MPF cobrou o Ministro da Defesa, Paulo Sérgio Nogueira de Oliveira, para que haja identificação dos responsáveis pela convocação e financiamento dos protestos. No dia 17 de novembro, o ministro Alexandre de Moraes decidiu pelo bloqueio de 43 contas bancárias de pessoas físicas e jurídicas suspeitas de financiar atos antidemocráticos. O magistrado explicou:
No caso vertente, verifica-se o abuso reiterado do direito de reunião, direcionado, ilícita e criminosamente, para propagar o descumprimento e desrespeito ao resultado do pleito eleitoral para Presidente e vice-Presidente da República, cujo resultado foi proclamado pelo Tribunal Superior Eleitoral em 30/10/2022, com consequente rompimento do Estado Democrático de Direito e a instalação de um regime de exceção.— Alexandre de Moraes

### Agronegócio
Empresários do agronegócio formaram uma articulação central do financiamento e organização dos bloqueios, acampamentos e manifestações golpistas, alguns dos quais, além disso, participaram ativamente no ataque de 8 de janeiro.
Uma série de corporações do agronegócio tiveram veículos apreendidos nos bloqueios e manifestações - entre essas, se destaca a maior produtora de arroz do país, Urbano Agroindustrial, as cooperativas Lar e Coopavel, a distribuidora de agrotóxicos Agrosanta, a ditribuidora de fertilizantes Life Agro e o Sindicato Rural de Castro.
Entre os presos na sequência da invasão de 8 de janeiro, figuram uma diversos empresários, herdeiros e associados da agropecuária.
- Alípio Schuwank Maggi, primo de Blairo Maggi e de Eraí Maggi, donos dos grupos Amaggi e Bom Futuro, participou da articulação e da invasão no dia 8 de janeiro.[24]
- Ary Marcos de Paula Bárbara, ex-presidente da Associação dos Criadores de Brahman do Brasil, dono da TSE Automação Industrial e da Fazenda Santa Bárbara.[182]
- Juliano Antoniolli - leiloou, junto com o pai, mais de mil cabeças de gado para financiar a ida de golpistas do Mato Grosso para Brasília.[182]

### Particulares

#### Luciano Hang

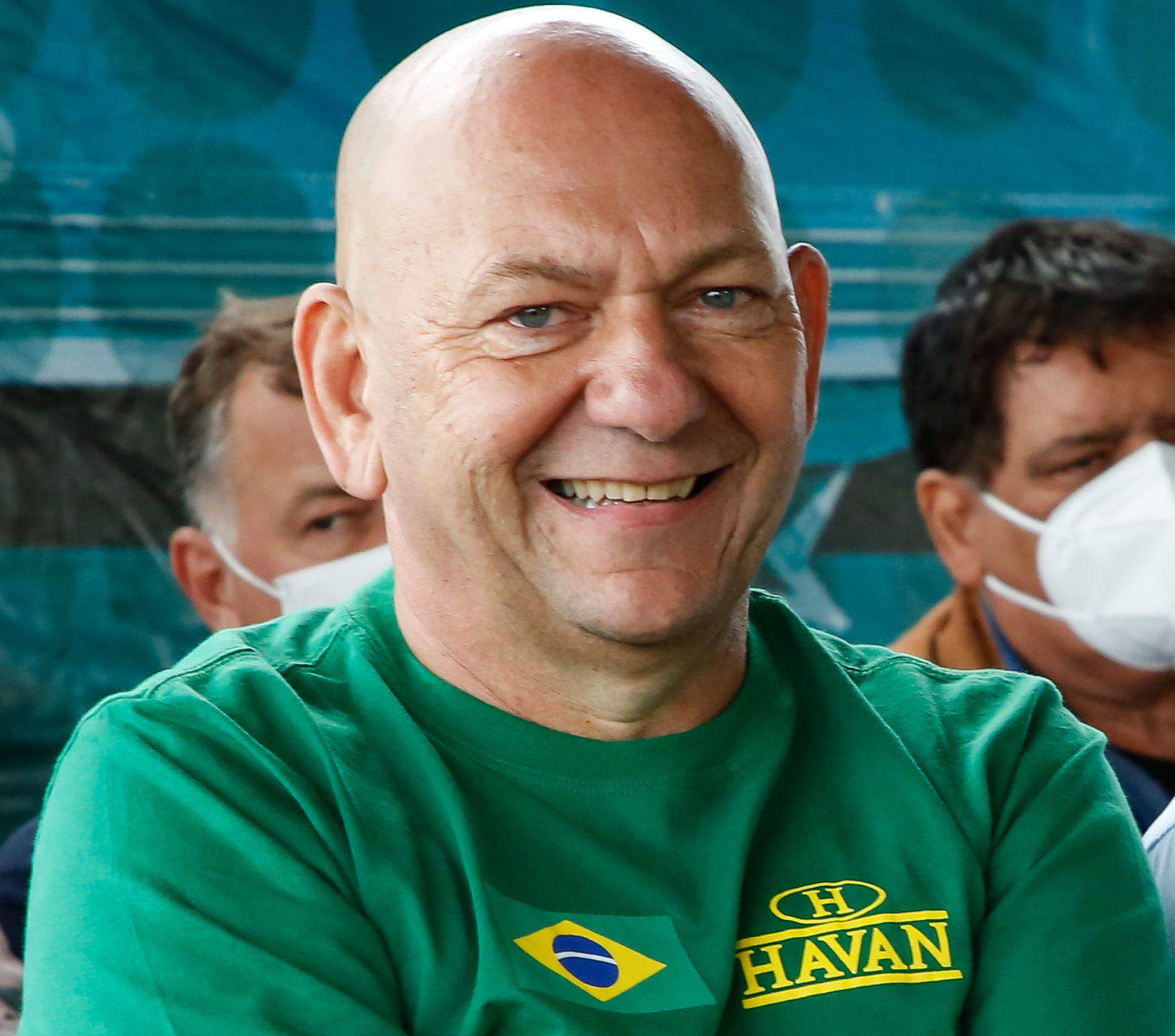
Luciano Hang, cofundador e proprietário da Havan

Inicialmente, circularam boatos vinculando Luciano Hang a organização e financiamento das manifestações golpistas, principalmente devido à preferência dos bolsonaristas em realizar as concentrações diante das lojas da rede Havan, o empresário nega contribuir com a organização do movimento.
Não obstante, foi confirmado em uma reportagem da Agência Pública, que teve acesso exclusivo à documentos da Polícia Rodoviária Federal, que a rede de lojas Havan enviou seus caminhões de serviços para os bloqueios de estradas, juntamente com a Transben Transportes, empresa sob o nome da esposa, Andrea Benvenutti Hang, da cunhada e do sogro de Hang, e a Premix Concreto. As empresas mobilizaram organizadamente os caminhões para o km 83 da BR-101, em Barra Velha, para um protesto que ocorria em frente ao posto de combustível Maiochi, perto de um loja da Havan. Em Palhoça, uma loja da Havan chegou a oferecer cadeiras, bancos, disponibilizar o acesso ao banheiro e conexão elétrica para o som.

#### Emílio Dalçoquio Neto
O empresário e fundador do Instituto Lux, Emílio Dalçoquio Neto, tem sido apontado por relatórios da Polícia Rodoviária Federal que foram divulgados pela mídia, como uma liderança dos bloqueios e dos atos organizados no estado de Santa Catarina, participando também das redes nacionais de mobilização. Dalçoquio é identificado em diversos vídeos fazendo discursos de incentivo às movimentações golpistas, além de ser dono de diversos veículos utilizados nos bloqueios. Emílio já é conhecido por sua participação na greve de caminhoneiros de 2018, que gerou investigação da transportadora Dalçoquio pela Polícia Federal pela prática de locaute, considerado crime, que ocorre quando os patrões impedem o retorno das atividades como forma de influenciar negociações e o contexto de greve. A empresa havia emitido, inclusive, notas de apoio à greve.

### Organizadores
No dia 24 de novembro, a PF realizou dez mandatos de prisão de pessoas acusadas de participar dos atos em Novo Progresso, onde os manifestantes entraram em conflito com a PRF. A professora e coordenadora da campanha de Joaquim Passarinho (PL), Cláudia Raquel Kummer Muniz, foi acusada de ser a organizadora. Ela gravou um vídeo no dia 2 convocando a cidade a fechar a BR-163. Ela não foi encontrada e sua defesa alegou que ela passou por um procedimento cirúrgico em Siop, no Mato Grosso. Ela está foragida desde então. Wescley Tomaz (PSC) também está foragido.
No dia 6 de dezembro, um dos organizadores dos atos na frente do Quartel-General do Exército em Brasília, Milton Baldin, foi preso pela PF por determinação de Alexandre de Moraes. No dia 26 de novembro, pouco antes da diplomação de Lula como presidente pelo TSE, ele havia pedido para empresários e o agronegócio liberarem caminhoneiros para irem em peso para a vigília, e pediu a presença de portadores de CACs.
No dia 7 de dezembro, Moraes determinou o afastamento do prefeito de Tapurah, Carlos Capeletti (PSD), por incentivar a ida de caminhões para a vigília em Brasília. Ele já havia sido multado em R$ 100 mil pelo Tribunal Regional Eleitoral (TRE) por prometer sortear um carro 0 km caso a cidade fosse a com mais votos em Bolsonaro e dito em discurso que "se até o dia 15 de novembro o Exército não tomar alguma atitude em prol da nação brasileira e da nossa liberdade, nós vamos tomar atitude".

## Reações

### Polícia Rodoviária Federal
No dia da paralisação, a Polícia Rodoviária Federal (PRF) acionou a Advocacia-Geral da União (AGU) para garantir o fluxo das estradas, mas a AGU respondeu que a PRF poderia agir sem autorização do órgão. A PRF divulgou nota dizendo que "adotou todas as providências para o retorno da normalidade do fluxo", e que está priorizando o diálogo para garantir o direito de manifestação.
Algumas pessoas criticam a aparente inação da PRF, que, no dia anterior, realizou operações consideradas ilegais em todo o país. Diversos vídeos foram divulgados onde os policiais diziam que não fariam nada sobre o bloqueio. Em um, o policial afirma que a ordem era apenas acompanhar as manifestações.

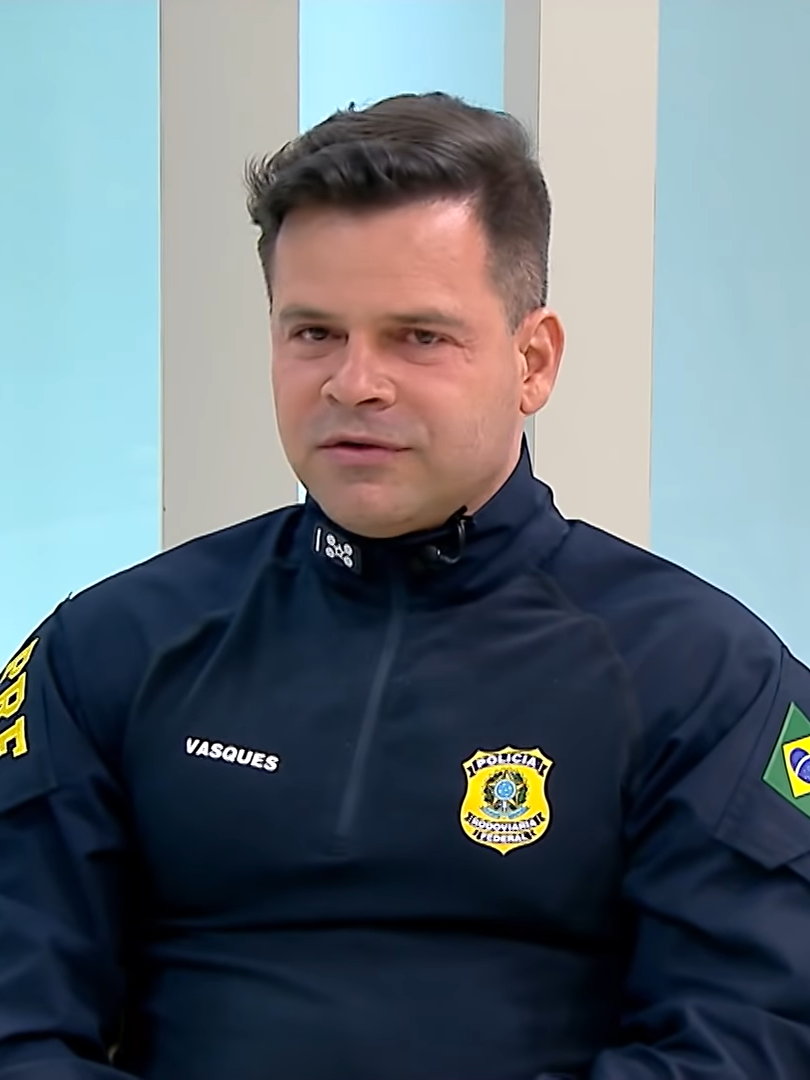
Silvinei Vasques, ex-diretor-geral da Polícia Rodoviária Federal

O Supremo Tribunal Federal (STF) ordenou, porém, que a PRF desbloqueasse imediatamente as estradas, sob pena de 100 mil reais por hora ao diretor-geral Silvinei Vasques. O ministro Alexandre de Moraes emitiu uma nota na segunda-feira, dia 31, instando a Polícia Rodoviária Federal a tomar "todas as medidas necessárias e suficientes" para abrir as vias. A determinação cita a postura "omissa" e "inerte" de Vasques. O ofício afirma da possibilidade de afastamento do diretor caso descumpra a determinação. Além da PRF, o presidente do Tribunal Superior Eleitoral (TSE) demanda a colaboração das demais forças de segurança pública na desobstrução das rodovias.
Vídeos circulam de policiais rodoviários federais se aliando com os manifestantes. Jornais denunciam que o tom dos policiais é de leniência.
A diretoria da PRF passou a afirmar que não enviou nenhuma ordem de apoio e que procedimentos serão abertos para apurar os casos de policiais que assim o fizeram. Os policiais, no entanto, não foram afastados, pela organização entender que precisa do máximo de pessoas possível para atuar durante os protestos.
No domingo, 6 de novembro, o diretor-geral da PRF, Silvinei Vasques, admitiu, em um ofício ao STF, ter mobilizado mais agentes para as operações policiais no segundo turno das eleições, do que para o cumprimento das determinações de desbloqueio das estradas na segunda feira seguinte. Foram ao todo 4341 agentes mobilizados para as operações ilegais no domingo de eleição, que impactaram desproporcionalmente a região nordeste, comparados com os 2830 acionados no dia em que foram iniciados os bloqueios.

### Políticos
Os deputados federais Daniel Silveira (PTB), Carla Zambelli (PL) e Nikolas Ferreira (PL) apoiaram e incentivaram as ações dos bolsonaristas de bloquear as estradas, com o último escrevendo "Soldado que vai à guerra e tem medo de morrer é um covarde". A senadora Simone Tebet (MDB), candidata à Presidência da República derrotada no primeiro turno, disse que as obstruções das estradas por apoiadores do presidente Jair Bolsonaro são "antidemocráticas" e que o "momento agora é de paz e união".
Cerca de 45 horas após o fim do segundo turno, o Presidente Jair Bolsonaro discursou brevemente. "As manifestações pacíficas sempre serão bem-vindas, mas os nossos métodos não podem ser os da esquerda, que sempre prejudicaram a população, como invasão de propriedades, destruição de patrimônio e cerceamento do direito de ir e vir". No dia seguinte, gravou vídeo para os apoiadores pedindo a desobstrução das rodovias por afetar a economia e o direito de ir e vir. O vice-presidente, Hamilton Mourão, reconheceu a legitimidade do resultado das eleições, descartando a "possibilidade de fraude", repudiou as manifestações, aconselhou os participantes a "baixar a bola" e finalizou que "não adianta mais chorar".

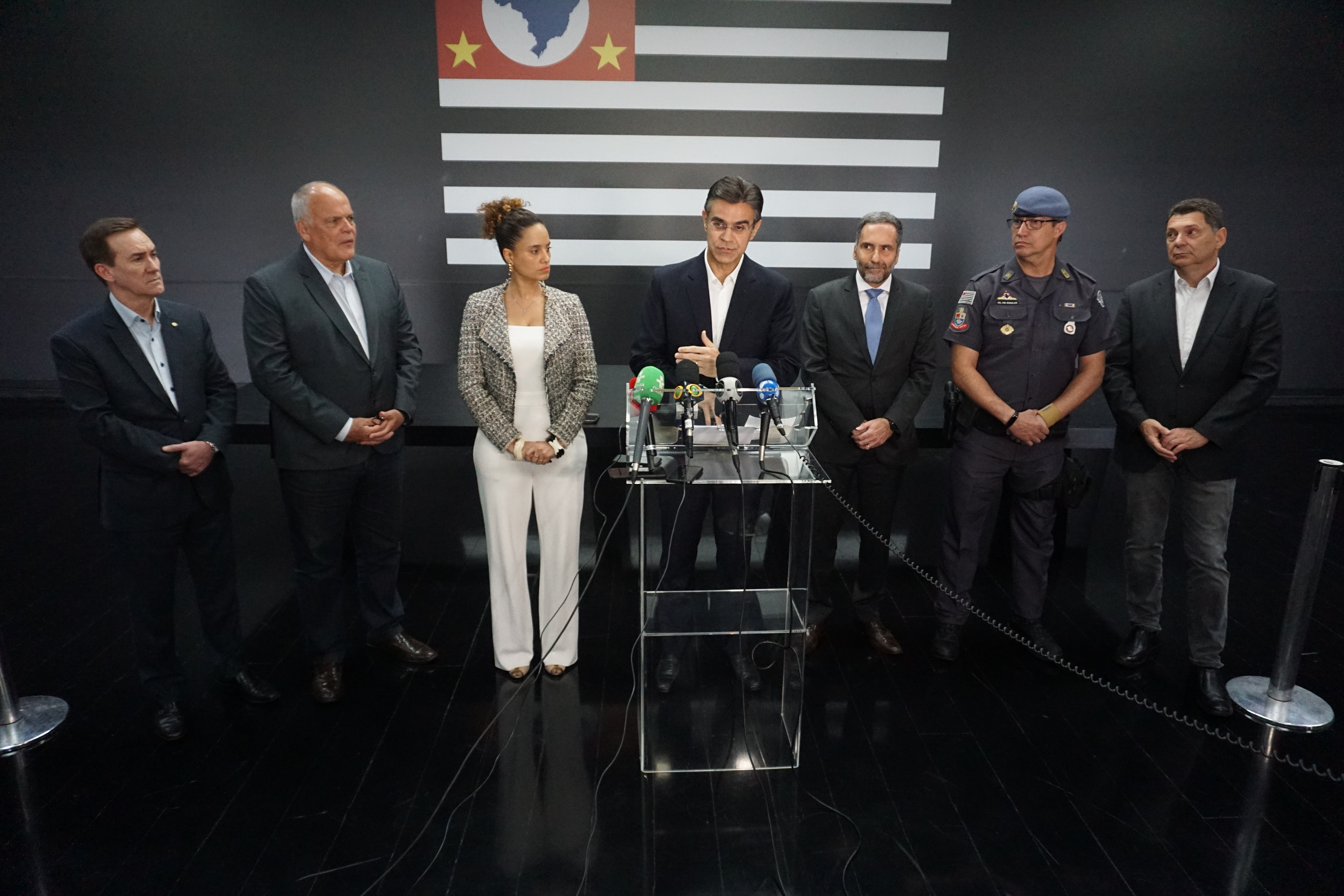
Governador paulista Rodrigo Garcia fala sobre bloqueios nas rodovias em coletiva de imprensa em 1 de novembro de 2022

A presidente do Partido dos Trabalhadores (PT), Gleisi Hoffmann, disse que o Estado é quem deveria lidar com os protestos, e declarou que o novo governo manteria o diálogo com os caminhoneiros. Luiz Inácio Lula da Silva, recém-eleito como presidente, disse em entrevista coletiva em Brasília no dia 9 de novembro que não há o que protestar, já que as eleições foram limpas, e cobrou investigação sobre o financiamento dos atos e o reconhecimento de sua vitória por Jair Bolsonaro. "Ninguém vai acreditar no discurso golpista de alguém que perdeu as eleições, (...) Cabe ao presidente reconhecer a derrota e se preparar para concorrer outra vez."
O deputado federal Vitor Hugo de Araújo Almeida (PL) protocolou o projeto de lei 2858/22, que concederia anistia para crimes políticos e eleitorais praticados a partir do dia 30 de outubro.

### Justiça
O Supremo Tribunal Federal (STF) responsabilizou o presidente pelos protestos e ordenou o imediato desbloqueio das estradas. O ministro Alexandre de Moraes também considerou a atuação da PRF como omissa e inerte.
O Tribunal Superior Eleitoral (TSE) enviou diversas ordens judiciais para fechar os grupos de Whatsapp e Telegram e canais no YouTube e TikTok usados para organizar os protestos, baseados no artigo 142 da constituição, ordem acatada pelas empresas de tecnologia. Entre os que tiveram as redes sociais bloqueadas estão Carla Zambelli, Adrilles Jorge, Gilberto Silva, José Medeiros, Monark e Nikolas Ferreira.
Zambelli criou novas contas, que também foram derrubadas. Então, que disse que denunciaria o caso para a Comissão Interamericana de Direitos Humanos (CIDH). A rede social Gettr pediu ao STF acesso ao processo que determinava o bloqueio de Zambelli na plataforma.

### Forças armadas
Os protestos tiveram participação de alguns militares da ativa e da reserva. Porém, oficialmente, as forças armadas dizem que os protestos são legítimos, desde que não haja constrições de direito pelos agentes públicos excessos dos manifestantes. No dia 7 de novembro, o Exército pediu para o Governo do Distrito Federal que impedisse o bloqueio feito pelos manifestantes que pediam por intervenção federal na frente do Quartel General.
Em 11 de novembro, as Forças Armadas divulgaram uma nota em que "reafirmam seu compromisso irrestrito e inabalável com o Povo Brasileiro, com a democracia e com a harmonia política e social do Brasil", assinada pelo almirante Almir Garnier Santos (Marinha), pelo general Marco Antônio Freire Gomes (Exército) e pelo tenente-brigadeiro do ar Carlos de Almeida Baptista Júnior (Aeronáutica). No documento, os comandantes dizem que "são condenáveis tanto eventuais restrições a direitos, por parte de agentes públicos, quanto eventuais excessos cometidos em manifestações que possam restringir os direitos individuais e coletivos ou colocar em risco a segurança pública; bem como quaisquer ações, de indivíduos ou de entidades, públicas ou privadas, que alimentem a desarmonia na sociedade".

### Caminhoneiros
Lideranças de organizações da categoria dos caminhoneiros fizeram diferentes pronunciamentos sobre o movimento. Wallace Landim, conhecido também como Chorão, presidente da Associação Brasileira dos Condutores de Veículos Automotores (Abrava), repudiou os bloqueios. O presidente da Frente Parlamentar Mista em Defesa dos Caminhoneiros Autônomos e Celetistas, Nereu Crispim, afirmou que não há planos de paralisação na categoria como um todo. O presidente do Sindicato dos Caminhoneiros de Ourinhos confirmou a mobilização da categoria para paralisações.
A mobilização tem se dado principalmente através de grupos do Telegram, e contam com lideranças independentes das principais entidades da categoria.

### Torcidas organizadas
As torcidas organizadas romperam os bloqueios para assistirem aos jogos de seus times e em defesa da democracia.
No dia 1 de novembro, integrantes da Gaviões da Fiel, torcida organizada do Corinthians, dispersaram apoiadores do presidente Jair Bolsonaro que interditavam a Marginal Tietê, principal via expressa da cidade de São Paulo, e estenderam uma faixa "Somos pela democracia". No dia seguinte, os torcedores se mobilizaram contra o bloqueio bolsonarista na Rodovia Presidente Dutra (BR-116), que conecta São Paulo ao Rio de Janeiro, dispersando os manifestantes e retirando placas e bandeiras que pediam "intervenção federal".
A Galoucura, torcida organizada do Atlético-MG, também furou bloqueios nas entradas no dia 1 de novembro, quando os torcedores apagaram fogo em pneus e liberaram o tráfego na Rodovia Fernão Dias (BR-381), que liga Belo Horizonte a São Paulo.
Dois dias depois, em 3 de novembro, a Império Alviverde, do Coritiba, furou bloqueios nas cidades de Mafra e Papanduva, na volta de Caxias do Sul para Curitiba, após partida. A PRF precisou intervir nos conflitos.

### Sociedade de Engenharia do Rio Grande do Sul
Em 30 de novembro de 2022, a Sociedade de Engenharia do Rio Grande do Sul emitiu nota pedindo um golpe militar e a suspensão da posse do presidente eleito. A entidade solicitou a "reconstituição da democracia e da liberdade, com a destituição constitucional dos golpistas mediante iniciativa do Poder Executivo e suas Forças Armadas, o único poder que atualmente remanesce com capacidade de desbaratar o golpe perpetrado, e a quem a Constituição delegou o dever de garantir a lei e a ordem." Luís Roberto Ponte, presidente do conselho da instituição, explicou que o manifesto foi aprovado por maioria no colegiado e que aqueles que se opunham à publicação da nota não o faziam por discordar de seu conteúdo. Explicou que talvez houvesse uma única discordância. Pela nota golpista, a Sociedade foi denunciada ao STF.

### Internacional
Os bloqueios de estradas tiveram grande repercussão na mídia internacional. O jornal francês Le Monde ressaltou as "consequências potencialmente deletérias" que essas paralisações causarão para a economia do Brasil. A emissora britânica BBC citou os protestos como os responsáveis por causar "perturbação considerável" para o cotidiano dos brasileiros. O italiano La Repubblica apontou para o "silêncio absoluto" de Bolsonaro enquanto o Brasil estaria "em chamas". O jornal estadunidense The New York Times disse que os protestos das estradas "ecoam reivindicações infundadas de Bolsonaro antes da votação", enquanto o Washington Post noticiou o fato de os bloqueios terem sido organizados pelo Telegram.

## Videografia
- Documentário BBC: Como a religião foi usada em movimento que culminou no 8 de janeiro[228]